# ورمز فورتس: أندر سيج
ورمز فورتس: أندر سيج (بالإنجليزية: Worms Forts: Under Siege)‏ هي لعبة تكتيكية مدفعية ثلاثية الأبعاد. تم تطويرها بواسطة تيم17. مثل لعبة ورمز السابقة، فهي ثلاثية الأبعاد بالكامل وتعرض ميزات جديدة، مثل المباني. في حين أن الطريقة الأساسية للنصر هي تدمير الفريق المنافس، يمكن تحقيق النصر أيضًا من خلال تدمير معقل الخصم، وهو المبنى الأكثر أهمية في اللعبة.

## أسلوب اللعب
يمكن للاعبين بناء مجموعة متنوعة من الهياكل أو المباني لزيادة الكفاءة. يمكن للاعبين أيضًا إطلاق النار من هذه الهياكل، ويمكن فتح المباني بناءً على أداء اللاعبين. يمكن أن توفر الهياكل المختلفة فوائد مختلفة؛ بينما يوفر معظمها مباني مطورة، يوفر بعضها مكافآت إضافية مثل إنشاء صناديق أسلحة يمكن جمعها لمزيد من الأسلحة.

## القصص
المصرية: تركز القصة المصرية على دودة تسمى ست، تحاول تكوين جيش من الموتى لمحاربة الفرعون.
اليونانية: تركز القصة اليونانية على الحرب ضد طروادة ودودة تسمى هيلين.
الشرقية: تركز القصة الشرقية على الغزوات المغولية، حيث تبدأ الأسماء بـ يعلو ويسقط. تُظهر الخريطة الأخيرة سفينة مغولية مدمرة، في إشارة إلى تسونامي الذي دمر أساطيل المغول.
العصور الوسطى: تركز قصة العصور الوسطى على الملك آرثر وكيف أصبح ملكًا. تسمى الخريطة الأخيرة "موردريد ومورغانا"، في إشارة إلى المعركة الأخيرة التي أصيب فيها آرثر بجروح قاتلة.

## التقييم
| التقييم |                                        |
| --- | -------------------------------------- |
| الدرجات الإجمالية المجموع نقاط غيم رانكينغز 59.75% (PC) 64.69% (PS2) 67.72% (Xbox) ميتاكريتيك 60/100 (PC) 63/100 (PS2) 67/100 (Xbox) نتائج المراجعة نشرة نقاط يورو غيمر 4/10 (PC) غيم سبوت 6.5/10 آي جي إن 6.9/10 |                                        |
| الدرجات الإجمالية |                                        |
| المجموع | نقاط                                   |
| غيم رانكينغز | 59.75% (PC) 64.69% (PS2) 67.72% (Xbox) |
| ميتاكريتيك | 60/100 (PC) 63/100 (PS2) 67/100 (Xbox) |
| نتائج المراجعة |                                        |
| نشرة | نقاط                                   |
| يورو غيمر | 4/10 (PC)                              |
| غيم سبوت | 6.5/10                                 |
| آي جي إن | 6.9/10                                 |

قوبلت اللعبة بتعليقات متباينة. تجميع مواقع المراجعة غيم رانكينغز وميتاكريتيك أعطى إصدار الكمبيوتر الشخصي 59.75٪ و 60/100، إصدار بلاي ستيشن 2 64.69٪ و 63/100، وإصدار إكس بوكس 67.72٪ و 67/100.